# Giro de Italia Femenino 2019
La 30.ª edición del Giro de Italia Femenino (oficialmente: Giro d'Italia Internazionale Femminile o también conocido como Giro Rosa) se disputó entre el 5 al 14 de julio de 2019 con inicio en la localidad de Cassano Spinola y final en la ciudad de Udine en Italia. La carrera constó de un total de 10 etapas sobre un recorrido de 922,2 km.
La carrera formó parte del UCI WorldTour Femenino 2019 como competencia de categoría 2.WWT del calendario ciclístico de máximo nivel mundial, siendo la decimocuarta carrera de dicho circuito. Como en la edición anterior, la vencedora fue la neerlandesa Annemiek van Vleuten del Mitchelton-Scott. La acompañaron en el podio la también neerlandesa Anna van der Breggen del Boels-Dolmans y la australiana Amanda Spratt, compañera de equipo de van Vleuten.

## Equipos
Tomaron parte en la carrera un total de 24 equipos invitados por la organización, todos ellos de categoría UCI Team Femenino, quienes conformaron un pelotón de 143 ciclistas de las que terminaron 122. Los equipos participantes son:
| Equipos femeninos (24)- Alé Cipollini - Aromitalia Vaiano - Astana Women's - BePink - Bigla - Bizkaia-Durango - Boels Dolmans - BTC City Ljubljana - Canyon-SRAM Racing - CCC-Liv - Cogeas-Mettler - Eurotarget-Bianchi-Vitasana - FDJ-Nouvelle Aquitaine-Futuroscope - Lotto Soudal Ladies - Mitchelton-Scott - Movistar Team - Parkhotel Valkenburg-Destil - Servetto-Piumate-Beltrami TSA - Sunweb Women - Top Girls Fassa Bortolo - Trek-Segafredo - Valcar Cylance - Virtu Cycling Women - WNT-Rotor Pro Cycling |
| |

## Recorrido
| Etapa      | Fecha     | Recorrido                          | type                     | Distancia (km) | Ganador              | Líder                |
| ---------- | --------- | ---------------------------------- | ------------------------ | -------------- | -------------------- | -------------------- |
| 1.ª etapa  | 5 de jul  | Cassano Spinola – Castellania      | contrarreloj por equipos | 18,8           | Canyon-SRAM Racing   | Katarzyna Niewiadoma |
| 2.ª etapa  | 6 de jul  | Viù – Viù                          | etapa escarpada          | 78,3           | Marianne Vos         | Katarzyna Niewiadoma |
| 3.ª etapa  | 7 de jul  | Sagliano Micca – Piedicavallo      | etapa escarpada          | 104,1          | Marianne Vos         | Katarzyna Niewiadoma |
| 4.ª etapa  | 8 de jul  | Lissone – Carate Brianza           | etapa llana              | 101,1          | Letizia Borghesi     | Katarzyna Niewiadoma |
| 5.ª etapa  | 9 de jul  | Ponte in Valtellina – Paso Gavia   | etapa de montaña         | 100,7          | Annemiek van Vleuten | Annemiek van Vleuten |
| 6.ª etapa  | 10 de jul | Chiuro – Teglio                    | contrarreloj individual  | 12,1           | Annemiek van Vleuten | Annemiek van Vleuten |
| 7.ª etapa  | 11 de jul | Cornedo Vicentino – Fara Vicentino | etapa escarpada          | 128,3          | Marianne Vos         | Annemiek van Vleuten |
| 8.ª etapa  | 12 de jul | Vittorio Veneto – Maniago          | etapa de montaña         | 133,3          | Elizabeth Banks      | Annemiek van Vleuten |
| 9.ª etapa  | 13 de jul | Gemona del Friuli – Chiusaforte    | etapa de montaña         | 125,5          | Anna van der Breggen | Annemiek van Vleuten |
| 10.ª etapa | 14 de jul | San Vito al Tagliamento – Údine    | etapa escarpada          | 120            | Marianne Vos         | Annemiek van Vleuten |

## Desarrollo de la carrera

### 1.ª etapa
| Cassano Spinola - Castellania | contrarreloj por equipos | (18,8 km) |

| \| Clasificación de la etapa \| Clasificación de la etapa \| Clasificación de la etapa \| Clasificación de la etapa \| Clasificación de la etapa \| Clasificación de la etapa \| \| Equipo \| Equipo \| Tiempo \| Diferencia \| Promedio \| \| \| ------------------------- \| ------------------------- \| ------------------------- \| ------------------------- \| ------------------------- \| ------------------------- \| \| 1.º \| Canyon-SRAM Racing \| 31 min 41 s \| \| 34.087 km/h \| \| \| 2.º \| Bigla \| 32 min 05 s \| + 24 s \| 33.662 km/h \| \| \| 3.º \| CCC-Liv \| 32 min 26 s \| + 45 s \| 33.299 km/h \| \| \| 4.º \| Mitchelton-Scott \| 32 min 34 s \| + 53 s \| 33.163 km/h \| \| \| 5.º \| Boels Dolmans \| 32 min 45 s \| + 1 min 04 s \| 32.977 km/h \| \| \| 6.º \| Trek-Segafredo \| 32 min 48 s \| + 1 min 07 s \| 32.927 km/h \| \| \| 7.º \| Sunweb Women \| 33 min 01 s \| + 1 min 20 s \| 32.711 km/h \| \| \| 8.º \| Movistar Team \| 33 min 22 s \| + 1 min 41 s \| 32.368 km/h \| \| \| 9.º \| Virtu Cycling Women \| 33 min 26 s \| + 1 min 45 s \| 32.303 km/h \| \| \| 10.º \| WNT-Rotor Pro Cycling \| 33 min 31 s \| + 1 min 50 s \| 32.223 km/h \| \| |                       |             |              |             |
| |                       |             |              |             |
| |                       |             |              |             |
| Clasificación de la etapa |                       |             |              |             |
| Equipo | Equipo                | Tiempo      | Diferencia   | Promedio    |
| 1.º | Canyon-SRAM Racing    | 31 min 41 s |              | 34.087 km/h |
| 2.º | Bigla                 | 32 min 05 s | + 24 s       | 33.662 km/h |
| 3.º | CCC-Liv               | 32 min 26 s | + 45 s       | 33.299 km/h |
| 4.º | Mitchelton-Scott      | 32 min 34 s | + 53 s       | 33.163 km/h |
| 5.º | Boels Dolmans         | 32 min 45 s | + 1 min 04 s | 32.977 km/h |
| 6.º | Trek-Segafredo        | 32 min 48 s | + 1 min 07 s | 32.927 km/h |
| 7.º | Sunweb Women          | 33 min 01 s | + 1 min 20 s | 32.711 km/h |
| 8.º | Movistar Team         | 33 min 22 s | + 1 min 41 s | 32.368 km/h |
| 9.º | Virtu Cycling Women   | 33 min 26 s | + 1 min 45 s | 32.303 km/h |
| 10.º | WNT-Rotor Pro Cycling | 33 min 31 s | + 1 min 50 s | 32.223 km/h |

| \| Clasificación general \| Clasificación general \| Clasificación general \| Clasificación general \| Clasificación general \| \| Ciclista \| Ciclista \| Equipo \| Tiempo \| \| \| --------------------- \| ---------------------- \| --------------------- \| --------------------- \| --------------------- \| \| 1.ª \| Katarzyna Niewiadoma \| Canyon-SRAM Racing \| 31 min 41 s \| \| \| 2.ª \| Hannah Barnes \| Canyon-SRAM Racing \| + 0 s \| \| \| 3.ª \| Omer Shapira \| Canyon-SRAM Racing \| + 0 s \| \| \| 4.ª \| Alena Amialiusik \| Canyon-SRAM Racing \| + 0 s \| \| \| 5.ª \| Leah Thomas \| Bigla \| + 24 s \| \| \| 6.ª \| Cecilie Uttrup Ludwig \| Bigla \| + 24 s \| \| \| 7.ª \| Mikayla Harvey \| Bigla \| + 24 s \| \| \| 8.ª \| Elise Chabbey \| Bigla \| + 24 s \| \| \| 9.ª \| Ashleigh Moolman-Pasio \| CCC-Liv \| + 45 s \| \| \| 10.ª \| Marianne Vos \| CCC-Liv \| + 45 s \| \| |                        |                    |             |
| |                        |                    |             |
| |                        |                    |             |
| Clasificación general |                        |                    |             |
| Ciclista | Ciclista               | Equipo             | Tiempo      |
| 1.ª | Katarzyna Niewiadoma   | Canyon-SRAM Racing | 31 min 41 s |
| 2.ª | Hannah Barnes          | Canyon-SRAM Racing | + 0 s       |
| 3.ª | Omer Shapira           | Canyon-SRAM Racing | + 0 s       |
| 4.ª | Alena Amialiusik       | Canyon-SRAM Racing | + 0 s       |
| 5.ª | Leah Thomas            | Bigla              | + 24 s      |
| 6.ª | Cecilie Uttrup Ludwig  | Bigla              | + 24 s      |
| 7.ª | Mikayla Harvey         | Bigla              | + 24 s      |
| 8.ª | Elise Chabbey          | Bigla              | + 24 s      |
| 9.ª | Ashleigh Moolman-Pasio | CCC-Liv            | + 45 s      |
| 10.ª | Marianne Vos           | CCC-Liv            | + 45 s      |

### 2.ª etapa
| Viù - Viù | etapa escarpada | (78,3 km) |

| \| Clasificación de la etapa \| Clasificación de la etapa \| Clasificación de la etapa \| Clasificación de la etapa \| Clasificación de la etapa \| \| Ciclista \| Ciclista \| Equipo \| Tiempo \| \| \| ------------------------- \| ------------------------- \| ------------------------- \| ------------------------- \| ------------------------- \| \| 1.ª \| Marianne Vos \| CCC-Liv \| 2 h 15 min 56 s \| \| \| 2.ª \| Annemiek van Vleuten \| Mitchelton-Scott \| + 0 s \| \| \| 3.ª \| Lucinda Brand \| Sunweb \| + 0 s \| \| \| 4.ª \| Anna van der Breggen \| Boels Dolmans \| + 0 s \| \| \| 5.ª \| Soraya Paladin \| Alé Cipollini \| + 0 s \| \| \| 6.ª \| Amanda Spratt \| Mitchelton-Scott \| + 0 s \| \| \| 7.ª \| Ane Santesteban \| WNT-Rotor Pro Cycling \| + 0 s \| \| \| 8.ª \| Katarzyna Niewiadoma \| Canyon-SRAM Racing \| + 0 s \| \| \| 9.ª \| Elisa Longo Borghini \| Trek-Segafredo \| + 0 s \| \| \| 10.ª \| Demi Vollering \| Parkhotel Valkenburg \| + 0 s \| \| |                      |                       |                 |
| |                      |                       |                 |
| |                      |                       |                 |
| Clasificación de la etapa |                      |                       |                 |
| Ciclista | Ciclista             | Equipo                | Tiempo          |
| 1.ª | Marianne Vos         | CCC-Liv               | 2 h 15 min 56 s |
| 2.ª | Annemiek van Vleuten | Mitchelton-Scott      | + 0 s           |
| 3.ª | Lucinda Brand        | Sunweb                | + 0 s           |
| 4.ª | Anna van der Breggen | Boels Dolmans         | + 0 s           |
| 5.ª | Soraya Paladin       | Alé Cipollini         | + 0 s           |
| 6.ª | Amanda Spratt        | Mitchelton-Scott      | + 0 s           |
| 7.ª | Ane Santesteban      | WNT-Rotor Pro Cycling | + 0 s           |
| 8.ª | Katarzyna Niewiadoma | Canyon-SRAM Racing    | + 0 s           |
| 9.ª | Elisa Longo Borghini | Trek-Segafredo        | + 0 s           |
| 10.ª | Demi Vollering       | Parkhotel Valkenburg  | + 0 s           |

| \| Clasificación general \| Clasificación general \| Clasificación general \| Clasificación general \| Clasificación general \| \| Ciclista \| Ciclista \| Equipo \| Tiempo \| \| \| --------------------- \| ---------------------- \| --------------------- \| --------------------- \| --------------------- \| \| 1.ª \| Katarzyna Niewiadoma \| Canyon-SRAM Racing \| 2 h 47 min 37 s \| \| \| 2.ª \| Omer Shapira \| Canyon-SRAM Racing \| + 12 s \| \| \| 3.ª \| Alena Amialiusik \| Canyon-SRAM Racing \| + 19 s \| \| \| 4.ª \| Cecilie Uttrup Ludwig \| Bigla \| + 24 s \| \| \| 5.ª \| Marianne Vos \| CCC-Liv \| + 35 s \| \| \| 6.ª \| Ashleigh Moolman-Pasio \| CCC-Liv \| + 45 s \| \| \| 7.ª \| Annemiek van Vleuten \| Mitchelton-Scott \| + 47 s \| \| \| 8.ª \| Leah Thomas \| Bigla \| + 47 s \| \| \| 9.ª \| Elise Chabbey \| Bigla \| + 47 s \| \| \| 10.ª \| Amanda Spratt \| Mitchelton-Scott \| + 53 s \| \| |                        |                    |                 |
| |                        |                    |                 |
| |                        |                    |                 |
| Clasificación general |                        |                    |                 |
| Ciclista | Ciclista               | Equipo             | Tiempo          |
| 1.ª | Katarzyna Niewiadoma   | Canyon-SRAM Racing | 2 h 47 min 37 s |
| 2.ª | Omer Shapira           | Canyon-SRAM Racing | + 12 s          |
| 3.ª | Alena Amialiusik       | Canyon-SRAM Racing | + 19 s          |
| 4.ª | Cecilie Uttrup Ludwig  | Bigla              | + 24 s          |
| 5.ª | Marianne Vos           | CCC-Liv            | + 35 s          |
| 6.ª | Ashleigh Moolman-Pasio | CCC-Liv            | + 45 s          |
| 7.ª | Annemiek van Vleuten   | Mitchelton-Scott   | + 47 s          |
| 8.ª | Leah Thomas            | Bigla              | + 47 s          |
| 9.ª | Elise Chabbey          | Bigla              | + 47 s          |
| 10.ª | Amanda Spratt          | Mitchelton-Scott   | + 53 s          |

### 3.ª etapa
| Sagliano Micca - Piedicavallo | etapa escarpada | (104,1 km) |

| \| Clasificación de la etapa \| Clasificación de la etapa \| Clasificación de la etapa \| Clasificación de la etapa \| Clasificación de la etapa \| \| Ciclista \| Ciclista \| Equipo \| Tiempo \| \| \| ------------------------- \| ------------------------- \| ------------------------- \| ------------------------- \| ------------------------- \| \| 1.ª \| Marianne Vos \| CCC-Liv \| 2 h 49 min 11 s \| \| \| 2.ª \| Lucy Kennedy \| Mitchelton-Scott \| + 0 s \| \| \| 3.ª \| Cecilie Uttrup Ludwig \| Bigla \| + 0 s \| \| \| 4.ª \| Annemiek van Vleuten \| Mitchelton-Scott \| + 0 s \| \| \| 5.ª \| Ashleigh Moolman-Pasio \| CCC-Liv \| + 0 s \| \| \| 6.ª \| Lucinda Brand \| Sunweb \| + 0 s \| \| \| 7.ª \| Soraya Paladin \| Alé Cipollini \| + 0 s \| \| \| 8.ª \| Ane Santesteban \| WNT-Rotor Pro Cycling \| + 0 s \| \| \| 9.ª \| Anna van der Breggen \| Boels Dolmans \| + 0 s \| \| \| 10.ª \| Erica Magnaldi \| WNT-Rotor Pro Cycling \| + 0 s \| \| |                        |                       |                 |
| |                        |                       |                 |
| |                        |                       |                 |
| Clasificación de la etapa |                        |                       |                 |
| Ciclista | Ciclista               | Equipo                | Tiempo          |
| 1.ª | Marianne Vos           | CCC-Liv               | 2 h 49 min 11 s |
| 2.ª | Lucy Kennedy           | Mitchelton-Scott      | + 0 s           |
| 3.ª | Cecilie Uttrup Ludwig  | Bigla                 | + 0 s           |
| 4.ª | Annemiek van Vleuten   | Mitchelton-Scott      | + 0 s           |
| 5.ª | Ashleigh Moolman-Pasio | CCC-Liv               | + 0 s           |
| 6.ª | Lucinda Brand          | Sunweb                | + 0 s           |
| 7.ª | Soraya Paladin         | Alé Cipollini         | + 0 s           |
| 8.ª | Ane Santesteban        | WNT-Rotor Pro Cycling | + 0 s           |
| 9.ª | Anna van der Breggen   | Boels Dolmans         | + 0 s           |
| 10.ª | Erica Magnaldi         | WNT-Rotor Pro Cycling | + 0 s           |

| \| Clasificación general \| Clasificación general \| Clasificación general \| Clasificación general \| Clasificación general \| \| Ciclista \| Ciclista \| Equipo \| Tiempo \| \| \| --------------------- \| ---------------------- \| --------------------- \| --------------------- \| --------------------- \| \| 1.ª \| Katarzyna Niewiadoma \| Canyon-SRAM Racing \| 5 h 36 min 48 s \| \| \| 2.ª \| Cecilie Uttrup Ludwig \| Bigla \| + 20 s \| \| \| 3.ª \| Marianne Vos \| CCC-Liv \| + 25 s \| \| \| 4.ª \| Alena Amialiusik \| Canyon-SRAM Racing \| + 40 s \| \| \| 5.ª \| Omer Shapira \| Canyon-SRAM Racing \| + 44 s \| \| \| 6.ª \| Ashleigh Moolman-Pasio \| CCC-Liv \| + 45 s \| \| \| 7.ª \| Annemiek van Vleuten \| Mitchelton-Scott \| + 47 s \| \| \| 8.ª \| Amanda Spratt \| Mitchelton-Scott \| + 52 s \| \| \| 9.ª \| Lucy Kennedy \| Mitchelton-Scott \| + 59 s \| \| \| 10.ª \| Anna van der Breggen \| Boels Dolmans \| + 1 min 04 s \| \| |                        |                    |                 |
| |                        |                    |                 |
| |                        |                    |                 |
| Clasificación general |                        |                    |                 |
| Ciclista | Ciclista               | Equipo             | Tiempo          |
| 1.ª | Katarzyna Niewiadoma   | Canyon-SRAM Racing | 5 h 36 min 48 s |
| 2.ª | Cecilie Uttrup Ludwig  | Bigla              | + 20 s          |
| 3.ª | Marianne Vos           | CCC-Liv            | + 25 s          |
| 4.ª | Alena Amialiusik       | Canyon-SRAM Racing | + 40 s          |
| 5.ª | Omer Shapira           | Canyon-SRAM Racing | + 44 s          |
| 6.ª | Ashleigh Moolman-Pasio | CCC-Liv            | + 45 s          |
| 7.ª | Annemiek van Vleuten   | Mitchelton-Scott   | + 47 s          |
| 8.ª | Amanda Spratt          | Mitchelton-Scott   | + 52 s          |
| 9.ª | Lucy Kennedy           | Mitchelton-Scott   | + 59 s          |
| 10.ª | Anna van der Breggen   | Boels Dolmans      | + 1 min 04 s    |

### 4.ª etapa
| Lissone - Carate Brianza | etapa llana | (101,1 km) |

| \| Clasificación de la etapa \| Clasificación de la etapa \| Clasificación de la etapa \| Clasificación de la etapa \| Clasificación de la etapa \| \| Ciclista \| Ciclista \| Equipo \| Tiempo \| \| \| ------------------------- \| ------------------------- \| ------------------------- \| ------------------------- \| ------------------------- \| \| 1.ª \| Letizia Borghesi \| Aromitalia Vaiano \| 2 h 29 min 50 s \| \| \| 2.ª \| Nadia Quagliotto \| Alé Cipollini \| + 0 s \| \| \| 3.ª \| Chiara Perini \| Bepink \| + 0 s \| \| \| 4.ª \| Marianne Vos \| CCC-Liv \| + 42 s \| \| \| 5.ª \| Leah Kirchmann \| Sunweb \| + 42 s \| \| \| 6.ª \| Soraya Paladin \| Alé Cipollini \| + 42 s \| \| \| 7.ª \| Annemiek van Vleuten \| Mitchelton-Scott \| + 42 s \| \| \| 8.ª \| Ilaria Sanguineti \| Valcar Cylance \| + 42 s \| \| \| 9.ª \| Kelly Van den Steen \| Lotto Soudal Ladies \| + 42 s \| \| \| 10.ª \| Rasa Leleivytė \| Aromitalia Vaiano \| + 42 s \| \| |                      |                     |                 |
| |                      |                     |                 |
| |                      |                     |                 |
| Clasificación de la etapa |                      |                     |                 |
| Ciclista | Ciclista             | Equipo              | Tiempo          |
| 1.ª | Letizia Borghesi     | Aromitalia Vaiano   | 2 h 29 min 50 s |
| 2.ª | Nadia Quagliotto     | Alé Cipollini       | + 0 s           |
| 3.ª | Chiara Perini        | Bepink              | + 0 s           |
| 4.ª | Marianne Vos         | CCC-Liv             | + 42 s          |
| 5.ª | Leah Kirchmann       | Sunweb              | + 42 s          |
| 6.ª | Soraya Paladin       | Alé Cipollini       | + 42 s          |
| 7.ª | Annemiek van Vleuten | Mitchelton-Scott    | + 42 s          |
| 8.ª | Ilaria Sanguineti    | Valcar Cylance      | + 42 s          |
| 9.ª | Kelly Van den Steen  | Lotto Soudal Ladies | + 42 s          |
| 10.ª | Rasa Leleivytė       | Aromitalia Vaiano   | + 42 s          |

| \| Clasificación general \| Clasificación general \| Clasificación general \| Clasificación general \| Clasificación general \| \| Ciclista \| Ciclista \| Equipo \| Tiempo \| \| \| --------------------- \| ---------------------- \| --------------------- \| --------------------- \| --------------------- \| \| 1.ª \| Katarzyna Niewiadoma \| Canyon-SRAM Racing \| 8 h 07 min 20 s \| \| \| 2.ª \| Cecilie Uttrup Ludwig \| Bigla \| + 20 s \| \| \| 3.ª \| Marianne Vos \| CCC-Liv \| + 25 s \| \| \| 4.ª \| Alena Amialiusik \| Canyon-SRAM Racing \| + 40 s \| \| \| 5.ª \| Omer Shapira \| Canyon-SRAM Racing \| + 44 s \| \| \| 6.ª \| Ashleigh Moolman-Pasio \| CCC-Liv \| + 45 s \| \| \| 7.ª \| Annemiek van Vleuten \| Mitchelton-Scott \| + 47 s \| \| \| 8.ª \| Amanda Spratt \| Mitchelton-Scott \| + 52 s \| \| \| 9.ª \| Lucy Kennedy \| Mitchelton-Scott \| + 59 s \| \| \| 10.ª \| Anna van der Breggen \| Boels Dolmans \| + 1 min 04 s \| \| |                        |                    |                 |
| |                        |                    |                 |
| |                        |                    |                 |
| Clasificación general |                        |                    |                 |
| Ciclista | Ciclista               | Equipo             | Tiempo          |
| 1.ª | Katarzyna Niewiadoma   | Canyon-SRAM Racing | 8 h 07 min 20 s |
| 2.ª | Cecilie Uttrup Ludwig  | Bigla              | + 20 s          |
| 3.ª | Marianne Vos           | CCC-Liv            | + 25 s          |
| 4.ª | Alena Amialiusik       | Canyon-SRAM Racing | + 40 s          |
| 5.ª | Omer Shapira           | Canyon-SRAM Racing | + 44 s          |
| 6.ª | Ashleigh Moolman-Pasio | CCC-Liv            | + 45 s          |
| 7.ª | Annemiek van Vleuten   | Mitchelton-Scott   | + 47 s          |
| 8.ª | Amanda Spratt          | Mitchelton-Scott   | + 52 s          |
| 9.ª | Lucy Kennedy           | Mitchelton-Scott   | + 59 s          |
| 10.ª | Anna van der Breggen   | Boels Dolmans      | + 1 min 04 s    |

### 5.ª etapa
| Ponte in Valtellina - Paso Gavia | etapa de montaña | (100,7 km) |

| \| Clasificación de la etapa \| Clasificación de la etapa \| Clasificación de la etapa \| Clasificación de la etapa \| Clasificación de la etapa \| \| Ciclista \| Ciclista \| Equipo \| Tiempo \| \| \| ------------------------- \| ------------------------- \| ------------------------- \| ------------------------- \| ------------------------- \| \| 1.ª \| Annemiek van Vleuten \| Mitchelton-Scott \| 3 h 09 min 47 s \| \| \| 2.ª \| Lucinda Brand \| Sunweb \| + 2 min 57 s \| \| \| 3.ª \| Katarzyna Niewiadoma \| Canyon-SRAM Racing \| + 2 min 57 s \| \| \| 4.ª \| Soraya Paladin \| Alé Cipollini \| + 2 min 57 s \| \| \| 5.ª \| Amanda Spratt \| Mitchelton-Scott \| + 2 min 57 s \| \| \| 6.ª \| Anna van der Breggen \| Boels Dolmans \| + 2 min 57 s \| \| \| 7.ª \| Ashleigh Moolman-Pasio \| CCC-Liv \| + 2 min 57 s \| \| \| 8.ª \| Erica Magnaldi \| WNT-Rotor Pro Cycling \| + 2 min 57 s \| \| \| 9.ª \| Elisa Longo Borghini \| Trek-Segafredo \| + 2 min 57 s \| \| \| 10.ª \| Demi Vollering \| Parkhotel Valkenburg \| + 3 min 25 s \| \| |                        |                       |                 |
| |                        |                       |                 |
| |                        |                       |                 |
| Clasificación de la etapa |                        |                       |                 |
| Ciclista | Ciclista               | Equipo                | Tiempo          |
| 1.ª | Annemiek van Vleuten   | Mitchelton-Scott      | 3 h 09 min 47 s |
| 2.ª | Lucinda Brand          | Sunweb                | + 2 min 57 s    |
| 3.ª | Katarzyna Niewiadoma   | Canyon-SRAM Racing    | + 2 min 57 s    |
| 4.ª | Soraya Paladin         | Alé Cipollini         | + 2 min 57 s    |
| 5.ª | Amanda Spratt          | Mitchelton-Scott      | + 2 min 57 s    |
| 6.ª | Anna van der Breggen   | Boels Dolmans         | + 2 min 57 s    |
| 7.ª | Ashleigh Moolman-Pasio | CCC-Liv               | + 2 min 57 s    |
| 8.ª | Erica Magnaldi         | WNT-Rotor Pro Cycling | + 2 min 57 s    |
| 9.ª | Elisa Longo Borghini   | Trek-Segafredo        | + 2 min 57 s    |
| 10.ª | Demi Vollering         | Parkhotel Valkenburg  | + 3 min 25 s    |

| \| Clasificación general \| Clasificación general \| Clasificación general \| Clasificación general \| Clasificación general \| \| Ciclista \| Ciclista \| Equipo \| Tiempo \| \| \| --------------------- \| ---------------------- \| --------------------- \| --------------------- \| --------------------- \| \| 1.ª \| Annemiek van Vleuten \| Mitchelton-Scott \| 11 h 17 min 44 s \| \| \| 2.ª \| Katarzyna Niewiadoma \| Canyon-SRAM Racing \| + 2 min 16 s \| \| \| 3.ª \| Ashleigh Moolman-Pasio \| CCC-Liv \| + 3 min 05 s \| \| \| 4.ª \| Amanda Spratt \| Mitchelton-Scott \| + 3 min 12 s \| \| \| 5.ª \| Anna van der Breggen \| Boels Dolmans \| + 3 min 24 s \| \| \| 6.ª \| Lucinda Brand \| Sunweb \| + 3 min 27 s \| \| \| 7.ª \| Elisa Longo Borghini \| Trek-Segafredo \| + 3 min 59 s \| \| \| 8.ª \| Katie Hall \| Boels Dolmans \| + 4 min 04 s \| \| \| 9.ª \| Erica Magnaldi \| WNT-Rotor Pro Cycling \| + 4 min 10 s \| \| \| 10.ª \| Juliette Labous \| Sunweb \| + 4 min 26 s \| \| |                        |                       |                  |
| |                        |                       |                  |
| |                        |                       |                  |
| Clasificación general |                        |                       |                  |
| Ciclista | Ciclista               | Equipo                | Tiempo           |
| 1.ª | Annemiek van Vleuten   | Mitchelton-Scott      | 11 h 17 min 44 s |
| 2.ª | Katarzyna Niewiadoma   | Canyon-SRAM Racing    | + 2 min 16 s     |
| 3.ª | Ashleigh Moolman-Pasio | CCC-Liv               | + 3 min 05 s     |
| 4.ª | Amanda Spratt          | Mitchelton-Scott      | + 3 min 12 s     |
| 5.ª | Anna van der Breggen   | Boels Dolmans         | + 3 min 24 s     |
| 6.ª | Lucinda Brand          | Sunweb                | + 3 min 27 s     |
| 7.ª | Elisa Longo Borghini   | Trek-Segafredo        | + 3 min 59 s     |
| 8.ª | Katie Hall             | Boels Dolmans         | + 4 min 04 s     |
| 9.ª | Erica Magnaldi         | WNT-Rotor Pro Cycling | + 4 min 10 s     |
| 10.ª | Juliette Labous        | Sunweb                | + 4 min 26 s     |

### 6.ª etapa
| Chiuro - Teglio | contrarreloj individual | (12,1 km) |

| \| Clasificación de la etapa \| Clasificación de la etapa \| Clasificación de la etapa \| Clasificación de la etapa \| Clasificación de la etapa \| \| Ciclista \| Ciclista \| Equipo \| Tiempo \| \| \| ------------------------- \| ------------------------- \| ------------------------- \| ------------------------- \| ------------------------- \| \| 1.ª \| Annemiek van Vleuten \| Mitchelton-Scott \| 24 min 31 s \| \| \| 2.ª \| Anna van der Breggen \| Boels Dolmans \| + 53 s \| \| \| 3.ª \| Elisa Longo Borghini \| Trek-Segafredo \| + 1 min 48 s \| \| \| 4.ª \| Lucinda Brand \| Sunweb \| + 1 min 50 s \| \| \| 5.ª \| Juliette Labous \| Sunweb \| + 1 min 54 s \| \| \| 6.ª \| Katarzyna Niewiadoma \| Canyon-SRAM Racing \| + 2 min 01 s \| \| \| 7.ª \| Katie Hall \| Boels Dolmans \| + 2 min 04 s \| \| \| 8.ª \| Amanda Spratt \| Mitchelton-Scott \| + 2 min 09 s \| \| \| 9.ª \| Tayler Wiles \| Trek-Segafredo \| + 2 min 22 s \| \| \| 10.ª \| Erica Magnaldi \| WNT-Rotor Pro Cycling \| + 2 min 24 s \| \| |                      |                       |              |
| |                      |                       |              |
| |                      |                       |              |
| Clasificación de la etapa |                      |                       |              |
| Ciclista | Ciclista             | Equipo                | Tiempo       |
| 1.ª | Annemiek van Vleuten | Mitchelton-Scott      | 24 min 31 s  |
| 2.ª | Anna van der Breggen | Boels Dolmans         | + 53 s       |
| 3.ª | Elisa Longo Borghini | Trek-Segafredo        | + 1 min 48 s |
| 4.ª | Lucinda Brand        | Sunweb                | + 1 min 50 s |
| 5.ª | Juliette Labous      | Sunweb                | + 1 min 54 s |
| 6.ª | Katarzyna Niewiadoma | Canyon-SRAM Racing    | + 2 min 01 s |
| 7.ª | Katie Hall           | Boels Dolmans         | + 2 min 04 s |
| 8.ª | Amanda Spratt        | Mitchelton-Scott      | + 2 min 09 s |
| 9.ª | Tayler Wiles         | Trek-Segafredo        | + 2 min 22 s |
| 10.ª | Erica Magnaldi       | WNT-Rotor Pro Cycling | + 2 min 24 s |

| \| Clasificación general \| Clasificación general \| Clasificación general \| Clasificación general \| Clasificación general \| \| Ciclista \| Ciclista \| Equipo \| Tiempo \| \| \| --------------------- \| ---------------------- \| --------------------- \| --------------------- \| --------------------- \| \| 1.ª \| Annemiek van Vleuten \| Mitchelton-Scott \| 11 h 42 min 15 s \| \| \| 2.ª \| Katarzyna Niewiadoma \| Canyon-SRAM Racing \| + 4 min 17 s \| \| \| 3.ª \| Anna van der Breggen \| Boels Dolmans \| + 4 min 17 s \| \| \| 4.ª \| Lucinda Brand \| Sunweb \| + 5 min 17 s \| \| \| 5.ª \| Amanda Spratt \| Mitchelton-Scott \| + 5 min 21 s \| \| \| 6.ª \| Elisa Longo Borghini \| Trek-Segafredo \| + 5 min 47 s \| \| \| 7.ª \| Katie Hall \| Boels Dolmans \| + 6 min 08 s \| \| \| 8.ª \| Juliette Labous \| Sunweb \| + 6 min 20 s \| \| \| 9.ª \| Ashleigh Moolman-Pasio \| CCC-Liv \| + 6 min 33 s \| \| \| 10.ª \| Erica Magnaldi \| WNT-Rotor Pro Cycling \| + 6 min 34 s \| \| |                        |                       |                  |
| |                        |                       |                  |
| |                        |                       |                  |
| Clasificación general |                        |                       |                  |
| Ciclista | Ciclista               | Equipo                | Tiempo           |
| 1.ª | Annemiek van Vleuten   | Mitchelton-Scott      | 11 h 42 min 15 s |
| 2.ª | Katarzyna Niewiadoma   | Canyon-SRAM Racing    | + 4 min 17 s     |
| 3.ª | Anna van der Breggen   | Boels Dolmans         | + 4 min 17 s     |
| 4.ª | Lucinda Brand          | Sunweb                | + 5 min 17 s     |
| 5.ª | Amanda Spratt          | Mitchelton-Scott      | + 5 min 21 s     |
| 6.ª | Elisa Longo Borghini   | Trek-Segafredo        | + 5 min 47 s     |
| 7.ª | Katie Hall             | Boels Dolmans         | + 6 min 08 s     |
| 8.ª | Juliette Labous        | Sunweb                | + 6 min 20 s     |
| 9.ª | Ashleigh Moolman-Pasio | CCC-Liv               | + 6 min 33 s     |
| 10.ª | Erica Magnaldi         | WNT-Rotor Pro Cycling | + 6 min 34 s     |

### 7.ª etapa
| Cornedo Vicentino - Fara Vicentino | etapa escarpada | (128,3 km) |

| \| Clasificación de la etapa \| Clasificación de la etapa \| Clasificación de la etapa \| Clasificación de la etapa \| Clasificación de la etapa \| \| Ciclista \| Ciclista \| Equipo \| Tiempo \| \| \| ------------------------- \| ------------------------- \| ------------------------- \| ------------------------- \| ------------------------- \| \| 1.ª \| Marianne Vos \| CCC-Liv \| 3 h 19 min 33 s \| \| \| 2.ª \| Anna van der Breggen \| Boels Dolmans \| + 0 s \| \| \| 3.ª \| Elisa Longo Borghini \| Trek-Segafredo \| + 3 s \| \| \| 4.ª \| Annemiek van Vleuten \| Mitchelton-Scott \| + 3 s \| \| \| 5.ª \| Demi Vollering \| Parkhotel Valkenburg \| + 9 s \| \| \| 6.ª \| Soraya Paladin \| Alé Cipollini \| + 9 s \| \| \| 7.ª \| Katarzyna Niewiadoma \| Canyon-SRAM Racing \| + 9 s \| \| \| 8.ª \| Ashleigh Moolman-Pasio \| CCC-Liv \| + 9 s \| \| \| 9.ª \| Ane Santesteban \| WNT-Rotor Pro Cycling \| + 9 s \| \| \| 10.ª \| Amanda Spratt \| Mitchelton-Scott \| + 12 s \| \| |                        |                       |                 |
| |                        |                       |                 |
| |                        |                       |                 |
| Clasificación de la etapa |                        |                       |                 |
| Ciclista | Ciclista               | Equipo                | Tiempo          |
| 1.ª | Marianne Vos           | CCC-Liv               | 3 h 19 min 33 s |
| 2.ª | Anna van der Breggen   | Boels Dolmans         | + 0 s           |
| 3.ª | Elisa Longo Borghini   | Trek-Segafredo        | + 3 s           |
| 4.ª | Annemiek van Vleuten   | Mitchelton-Scott      | + 3 s           |
| 5.ª | Demi Vollering         | Parkhotel Valkenburg  | + 9 s           |
| 6.ª | Soraya Paladin         | Alé Cipollini         | + 9 s           |
| 7.ª | Katarzyna Niewiadoma   | Canyon-SRAM Racing    | + 9 s           |
| 8.ª | Ashleigh Moolman-Pasio | CCC-Liv               | + 9 s           |
| 9.ª | Ane Santesteban        | WNT-Rotor Pro Cycling | + 9 s           |
| 10.ª | Amanda Spratt          | Mitchelton-Scott      | + 12 s          |

| \| Clasificación general \| Clasificación general \| Clasificación general \| Clasificación general \| Clasificación general \| \| Ciclista \| Ciclista \| Equipo \| Tiempo \| \| \| --------------------- \| ---------------------- \| --------------------- \| --------------------- \| --------------------- \| \| 1.ª \| Annemiek van Vleuten \| Mitchelton-Scott \| 18 h 43 min 01 s \| \| \| 2.ª \| Anna van der Breggen \| Boels Dolmans \| + 4 min 11 s \| \| \| 3.ª \| Katarzyna Niewiadoma \| Canyon-SRAM Racing \| + 4 min 26 s \| \| \| 4.ª \| Lucinda Brand \| Sunweb \| + 5 min 26 s \| \| \| 5.ª \| Amanda Spratt \| Mitchelton-Scott \| + 5 min 33 s \| \| \| 6.ª \| Elisa Longo Borghini \| Trek-Segafredo \| + 5 min 46 s \| \| \| 7.ª \| Soraya Paladin \| Alé Cipollini \| + 6 min 06 s \| \| \| 8.ª \| Katie Hall \| Boels Dolmans \| + 6 min 23 s \| \| \| 9.ª \| Ashleigh Moolman-Pasio \| CCC-Liv \| + 6 min 42 s \| \| \| 10.ª \| Erica Magnaldi \| WNT-Rotor Pro Cycling \| + 6 min 49 s \| \| |                        |                       |                  |
| |                        |                       |                  |
| |                        |                       |                  |
| Clasificación general |                        |                       |                  |
| Ciclista | Ciclista               | Equipo                | Tiempo           |
| 1.ª | Annemiek van Vleuten   | Mitchelton-Scott      | 18 h 43 min 01 s |
| 2.ª | Anna van der Breggen   | Boels Dolmans         | + 4 min 11 s     |
| 3.ª | Katarzyna Niewiadoma   | Canyon-SRAM Racing    | + 4 min 26 s     |
| 4.ª | Lucinda Brand          | Sunweb                | + 5 min 26 s     |
| 5.ª | Amanda Spratt          | Mitchelton-Scott      | + 5 min 33 s     |
| 6.ª | Elisa Longo Borghini   | Trek-Segafredo        | + 5 min 46 s     |
| 7.ª | Soraya Paladin         | Alé Cipollini         | + 6 min 06 s     |
| 8.ª | Katie Hall             | Boels Dolmans         | + 6 min 23 s     |
| 9.ª | Ashleigh Moolman-Pasio | CCC-Liv               | + 6 min 42 s     |
| 10.ª | Erica Magnaldi         | WNT-Rotor Pro Cycling | + 6 min 49 s     |

### 8.ª etapa
| Vittorio Veneto - Maniago | etapa de montaña | (133,3 km) |

| \| Clasificación de la etapa \| Clasificación de la etapa \| Clasificación de la etapa \| Clasificación de la etapa \| Clasificación de la etapa \| \| Ciclista \| Ciclista \| Equipo \| Tiempo \| \| \| ------------------------- \| ------------------------- \| ---------------------------------- \| ------------------------- \| ------------------------- \| \| 1.ª \| Elizabeth Banks \| Bigla \| 3 h 38 min 17 s \| \| \| 2.ª \| Leah Thomas \| Bigla \| + 30 s \| \| \| 3.ª \| Soraya Paladin \| Alé Cipollini \| + 30 s \| \| \| 4.ª \| Małgorzata Jasińska \| Movistar Team \| + 30 s \| \| \| 5.ª \| Sofie De Vuyst \| Parkhotel Valkenburg \| + 30 s \| \| \| 6.ª \| Kathrin Hammes \| WNT-Rotor Pro Cycling \| + 30 s \| \| \| 7.ª \| Pauliena Rooijakkers \| CCC-Liv \| + 30 s \| \| \| 8.ª \| Shara Marche \| FDJ-Nouvelle Aquitaine-Futuroscope \| + 30 s \| \| \| 9.ª \| Ruth Winder \| Trek-Segafredo \| + 30 s \| \| \| 10.ª \| Alice Maria Arzuffi \| Valcar Cylance \| + 30 s \| \| |                      |                                    |                 |
| |                      |                                    |                 |
| |                      |                                    |                 |
| Clasificación de la etapa |                      |                                    |                 |
| Ciclista | Ciclista             | Equipo                             | Tiempo          |
| 1.ª | Elizabeth Banks      | Bigla                              | 3 h 38 min 17 s |
| 2.ª | Leah Thomas          | Bigla                              | + 30 s          |
| 3.ª | Soraya Paladin       | Alé Cipollini                      | + 30 s          |
| 4.ª | Małgorzata Jasińska  | Movistar Team                      | + 30 s          |
| 5.ª | Sofie De Vuyst       | Parkhotel Valkenburg               | + 30 s          |
| 6.ª | Kathrin Hammes       | WNT-Rotor Pro Cycling              | + 30 s          |
| 7.ª | Pauliena Rooijakkers | CCC-Liv                            | + 30 s          |
| 8.ª | Shara Marche         | FDJ-Nouvelle Aquitaine-Futuroscope | + 30 s          |
| 9.ª | Ruth Winder          | Trek-Segafredo                     | + 30 s          |
| 10.ª | Alice Maria Arzuffi  | Valcar Cylance                     | + 30 s          |

| \| Clasificación general \| Clasificación general \| Clasificación general \| Clasificación general \| Clasificación general \| \| Ciclista \| Ciclista \| Equipo \| Tiempo \| \| \| --------------------- \| ---------------------- \| --------------------- \| --------------------- \| --------------------- \| \| 1.ª \| Annemiek van Vleuten \| Mitchelton-Scott \| 18 h 43 min 01 s \| \| \| 2.ª \| Anna van der Breggen \| Boels Dolmans \| + 4 min 11 s \| \| \| 3.ª \| Katarzyna Niewiadoma \| Canyon-SRAM Racing \| + 4 min 26 s \| \| \| 4.ª \| Lucinda Brand \| Sunweb \| + 5 min 26 s \| \| \| 5.ª \| Amanda Spratt \| Mitchelton-Scott \| + 5 min 33 s \| \| \| 6.ª \| Elisa Longo Borghini \| Trek-Segafredo \| + 5 min 46 s \| \| \| 7.ª \| Soraya Paladin \| Alé Cipollini \| + 6 min 06 s \| \| \| 8.ª \| Katie Hall \| Boels Dolmans \| + 6 min 23 s \| \| \| 9.ª \| Ashleigh Moolman-Pasio \| CCC-Liv \| + 6 min 42 s \| \| \| 10.ª \| Erica Magnaldi \| WNT-Rotor Pro Cycling \| + 6 min 49 s \| \| |                        |                       |                  |
| |                        |                       |                  |
| |                        |                       |                  |
| Clasificación general |                        |                       |                  |
| Ciclista | Ciclista               | Equipo                | Tiempo           |
| 1.ª | Annemiek van Vleuten   | Mitchelton-Scott      | 18 h 43 min 01 s |
| 2.ª | Anna van der Breggen   | Boels Dolmans         | + 4 min 11 s     |
| 3.ª | Katarzyna Niewiadoma   | Canyon-SRAM Racing    | + 4 min 26 s     |
| 4.ª | Lucinda Brand          | Sunweb                | + 5 min 26 s     |
| 5.ª | Amanda Spratt          | Mitchelton-Scott      | + 5 min 33 s     |
| 6.ª | Elisa Longo Borghini   | Trek-Segafredo        | + 5 min 46 s     |
| 7.ª | Soraya Paladin         | Alé Cipollini         | + 6 min 06 s     |
| 8.ª | Katie Hall             | Boels Dolmans         | + 6 min 23 s     |
| 9.ª | Ashleigh Moolman-Pasio | CCC-Liv               | + 6 min 42 s     |
| 10.ª | Erica Magnaldi         | WNT-Rotor Pro Cycling | + 6 min 49 s     |

### 9.ª etapa
| Gemona del Friuli - Chiusaforte | etapa de montaña | (125,5 km) |

| \| Clasificación de la etapa \| Clasificación de la etapa \| Clasificación de la etapa \| Clasificación de la etapa \| Clasificación de la etapa \| \| Ciclista \| Ciclista \| Equipo \| Tiempo \| \| \| ------------------------- \| ------------------------- \| ------------------------- \| ------------------------- \| ------------------------- \| \| 1.ª \| Anna van der Breggen \| Boels Dolmans \| 3 h 26 min 27 s \| \| \| 2.ª \| Annemiek van Vleuten \| Mitchelton-Scott \| + 17 s \| \| \| 3.ª \| Ashleigh Moolman-Pasio \| CCC-Liv \| + 1 min 38 s \| \| \| 4.ª \| Amanda Spratt \| Mitchelton-Scott \| + 1 min 38 s \| \| \| 5.ª \| Katie Hall \| Boels Dolmans \| + 1 min 57 s \| \| \| 6.ª \| Demi Vollering \| Parkhotel Valkenburg \| + 2 min 51 s \| \| \| 7.ª \| Ane Santesteban \| WNT-Rotor Pro Cycling \| + 2 min 51 s \| \| \| 8.ª \| Erica Magnaldi \| WNT-Rotor Pro Cycling \| + 2 min 53 s \| \| \| 9.ª \| Elisa Longo Borghini \| Trek-Segafredo \| + 2 min 55 s \| \| \| 10.ª \| Juliette Labous \| Sunweb \| + 3 min 10 s \| \| |                        |                       |                 |
| |                        |                       |                 |
| |                        |                       |                 |
| Clasificación de la etapa |                        |                       |                 |
| Ciclista | Ciclista               | Equipo                | Tiempo          |
| 1.ª | Anna van der Breggen   | Boels Dolmans         | 3 h 26 min 27 s |
| 2.ª | Annemiek van Vleuten   | Mitchelton-Scott      | + 17 s          |
| 3.ª | Ashleigh Moolman-Pasio | CCC-Liv               | + 1 min 38 s    |
| 4.ª | Amanda Spratt          | Mitchelton-Scott      | + 1 min 38 s    |
| 5.ª | Katie Hall             | Boels Dolmans         | + 1 min 57 s    |
| 6.ª | Demi Vollering         | Parkhotel Valkenburg  | + 2 min 51 s    |
| 7.ª | Ane Santesteban        | WNT-Rotor Pro Cycling | + 2 min 51 s    |
| 8.ª | Erica Magnaldi         | WNT-Rotor Pro Cycling | + 2 min 53 s    |
| 9.ª | Elisa Longo Borghini   | Trek-Segafredo        | + 2 min 55 s    |
| 10.ª | Juliette Labous        | Sunweb                | + 3 min 10 s    |

| \| Clasificación general \| Clasificación general \| Clasificación general \| Clasificación general \| Clasificación general \| \| Ciclista \| Ciclista \| Equipo \| Tiempo \| \| \| --------------------- \| ---------------------- \| --------------------- \| --------------------- \| --------------------- \| \| 1.ª \| Annemiek van Vleuten \| Mitchelton-Scott \| 22 h 09 min 39 s \| \| \| 2.ª \| Anna van der Breggen \| Boels Dolmans \| + 3 min 50 s \| \| \| 3.ª \| Amanda Spratt \| Mitchelton-Scott \| + 7 min 00 s \| \| \| 4.ª \| Ashleigh Moolman-Pasio \| CCC-Liv \| + 8 min 05 s \| \| \| 5.ª \| Katie Hall \| Boels Dolmans \| + 8 min 09 s \| \| \| 6.ª \| Katarzyna Niewiadoma \| Canyon-SRAM Racing \| + 8 min 10 s \| \| \| 7.ª \| Lucinda Brand \| Sunweb \| + 8 min 25 s \| \| \| 8.ª \| Elisa Longo Borghini \| Trek-Segafredo \| + 8 min 30 s \| \| \| 9.ª \| Soraya Paladin \| Alé Cipollini \| + 9 min 26 s \| \| \| 10.ª \| Erica Magnaldi \| WNT-Rotor Pro Cycling \| + 9 min 31 s \| \| |                        |                       |                  |
| |                        |                       |                  |
| |                        |                       |                  |
| Clasificación general |                        |                       |                  |
| Ciclista | Ciclista               | Equipo                | Tiempo           |
| 1.ª | Annemiek van Vleuten   | Mitchelton-Scott      | 22 h 09 min 39 s |
| 2.ª | Anna van der Breggen   | Boels Dolmans         | + 3 min 50 s     |
| 3.ª | Amanda Spratt          | Mitchelton-Scott      | + 7 min 00 s     |
| 4.ª | Ashleigh Moolman-Pasio | CCC-Liv               | + 8 min 05 s     |
| 5.ª | Katie Hall             | Boels Dolmans         | + 8 min 09 s     |
| 6.ª | Katarzyna Niewiadoma   | Canyon-SRAM Racing    | + 8 min 10 s     |
| 7.ª | Lucinda Brand          | Sunweb                | + 8 min 25 s     |
| 8.ª | Elisa Longo Borghini   | Trek-Segafredo        | + 8 min 30 s     |
| 9.ª | Soraya Paladin         | Alé Cipollini         | + 9 min 26 s     |
| 10.ª | Erica Magnaldi         | WNT-Rotor Pro Cycling | + 9 min 31 s     |

### 10.ª etapa
| San Vito al Tagliamento - Údine | etapa escarpada | (120 km) |

| \| Clasificación de la etapa \| Clasificación de la etapa \| Clasificación de la etapa \| Clasificación de la etapa \| Clasificación de la etapa \| \| Ciclista \| Ciclista \| Equipo \| Tiempo \| \| \| ------------------------- \| ------------------------- \| --------------------------- \| ------------------------- \| ------------------------- \| \| 1.ª \| Marianne Vos \| CCC-Liv \| 2 h 51 min 45 s \| \| \| 2.ª \| Lucinda Brand \| Sunweb \| + 1 s \| \| \| 3.ª \| Lotte Kopecky \| Lotto Soudal Ladies \| + 1 s \| \| \| 4.ª \| Soraya Paladin \| Alé Cipollini \| + 4 s \| \| \| 5.ª \| Katarzyna Niewiadoma \| Canyon-SRAM Racing \| + 4 s \| \| \| 6.ª \| Ashleigh Moolman-Pasio \| CCC-Liv \| + 6 s \| \| \| 7.ª \| Elisa Longo Borghini \| Trek-Segafredo \| + 7 s \| \| \| 8.ª \| Demi Vollering \| Parkhotel Valkenburg \| + 9 s \| \| \| 9.ª \| Rasa Leleivytė \| Aromitalia Vaiano \| + 9 s \| \| \| 10.ª \| Arianna Fidanza \| Eurotarget-Bianchi-Vitasana \| + 10 s \| \| |                        |                             |                 |
| |                        |                             |                 |
| |                        |                             |                 |
| Clasificación de la etapa |                        |                             |                 |
| Ciclista | Ciclista               | Equipo                      | Tiempo          |
| 1.ª | Marianne Vos           | CCC-Liv                     | 2 h 51 min 45 s |
| 2.ª | Lucinda Brand          | Sunweb                      | + 1 s           |
| 3.ª | Lotte Kopecky          | Lotto Soudal Ladies         | + 1 s           |
| 4.ª | Soraya Paladin         | Alé Cipollini               | + 4 s           |
| 5.ª | Katarzyna Niewiadoma   | Canyon-SRAM Racing          | + 4 s           |
| 6.ª | Ashleigh Moolman-Pasio | CCC-Liv                     | + 6 s           |
| 7.ª | Elisa Longo Borghini   | Trek-Segafredo              | + 7 s           |
| 8.ª | Demi Vollering         | Parkhotel Valkenburg        | + 9 s           |
| 9.ª | Rasa Leleivytė         | Aromitalia Vaiano           | + 9 s           |
| 10.ª | Arianna Fidanza        | Eurotarget-Bianchi-Vitasana | + 10 s          |

## Clasificaciones finales
Las clasificaciones finalizaron de la siguiente forma:

### Clasificación general(Maglia Rosa)
| \| Clasificación general \| Clasificación general \| Clasificación general \| Clasificación general \| Clasificación general \| \| Ciclista \| Ciclista \| Equipo \| Tiempo \| \| \| --------------------- \| ---------------------- \| --------------------- \| --------------------- \| --------------------- \| \| 1.ª \| Annemiek van Vleuten \| Mitchelton-Scott \| 25 h 01 min 41 s \| \| \| 2.ª \| Anna van der Breggen \| Boels Dolmans \| + 3 min 45 s \| \| \| 3.ª \| Amanda Spratt \| Mitchelton-Scott \| + 6 min 55 s \| \| \| 4.ª \| Ashleigh Moolman-Pasio \| CCC-Liv \| + 7 min 54 s \| \| \| 5.ª \| Katarzyna Niewiadoma \| Canyon-SRAM Racing \| + 7 min 57 s \| \| \| 6.ª \| Lucinda Brand \| Sunweb \| + 8 min 01 s \| \| \| 7.ª \| Katie Hall \| Boels Dolmans \| + 8 min 16 s \| \| \| 8.ª \| Elisa Longo Borghini \| Trek-Segafredo \| + 8 min 19 s \| \| \| 9.ª \| Soraya Paladin \| Alé Cipollini \| + 9 min 13 s \| \| \| 10.ª \| Erica Magnaldi \| WNT-Rotor Pro Cycling \| + 9 min 31 s \| \| |                        |                       |                  |
| |                        |                       |                  |
| Fuente: ProCyclingStats |                        |                       |                  |
| Clasificación general |                        |                       |                  |
| Ciclista | Ciclista               | Equipo                | Tiempo           |
| 1.ª | Annemiek van Vleuten   | Mitchelton-Scott      | 25 h 01 min 41 s |
| 2.ª | Anna van der Breggen   | Boels Dolmans         | + 3 min 45 s     |
| 3.ª | Amanda Spratt          | Mitchelton-Scott      | + 6 min 55 s     |
| 4.ª | Ashleigh Moolman-Pasio | CCC-Liv               | + 7 min 54 s     |
| 5.ª | Katarzyna Niewiadoma   | Canyon-SRAM Racing    | + 7 min 57 s     |
| 6.ª | Lucinda Brand          | Sunweb                | + 8 min 01 s     |
| 7.ª | Katie Hall             | Boels Dolmans         | + 8 min 16 s     |
| 8.ª | Elisa Longo Borghini   | Trek-Segafredo        | + 8 min 19 s     |
| 9.ª | Soraya Paladin         | Alé Cipollini         | + 9 min 13 s     |
| 10.ª | Erica Magnaldi         | WNT-Rotor Pro Cycling | + 9 min 31 s     |

### Clasificación por puntos(Maglia Ciclamino)
| Clasificación por puntos | Clasificación por puntos | Clasificación por puntos | Clasificación por puntos | Clasificación por puntos |
| Ciclista                 | Ciclista                 | Equipo                   | Puntos                   |                          |
| ------------------------ | ------------------------ | ------------------------ | ------------------------ | ------------------------ |
| 1.ª                      | Annemiek van Vleuten     | Mitchelton-Scott         | 74 pts                   |                          |
| 2.ª                      | Marianne Vos             | CCC-Liv                  | 68 pts                   |                          |
| 3.ª                      | Anna van der Breggen     | Boels Dolmans            | 54 pts                   |                          |
| 4.ª                      | Lucinda Brand            | Sunweb                   | 47 pts                   |                          |
| 5.ª                      | Soraya Paladin           | Alé Cipollini            | 46 pts                   |                          |
| 6.ª                      | Elisa Longo Borghini     | Trek-Segafredo           | 30 pts                   |                          |
| 7.ª                      | Ashleigh Moolman-Pasio   | CCC-Liv                  | 28 pts                   |                          |
| 8.ª                      | Katarzyna Niewiadoma     | Canyon-SRAM Racing       | 28 pts                   |                          |
| 9.ª                      | Amanda Spratt            | Mitchelton-Scott         | 23 pts                   |                          |
| 10.ª                     | Demi Vollering           | Parkhotel Valkenburg     | 16 pts                   |                          |

### Clasificación de la montaña(Maglia Verde)
| Clasificación de la montaña | Clasificación de la montaña | Clasificación de la montaña | Clasificación de la montaña | Clasificación de la montaña |
| Ciclista                    | Ciclista                    | Equipo                      | Puntos                      |                             |
| --------------------------- | --------------------------- | --------------------------- | --------------------------- | --------------------------- |
| 1.ª                         | Annemiek van Vleuten        | Mitchelton-Scott            | 47 pts                      |                             |
| 2.ª                         | Amanda Spratt               | Mitchelton-Scott            | 29 pts                      |                             |
| 3.ª                         | Sofie De Vuyst              | Parkhotel Valkenburg        | 22 pts                      |                             |
| 4.ª                         | Ashleigh Moolman-Pasio      | CCC-Liv                     | 20 pts                      |                             |
| 5.ª                         | Anna van der Breggen        | Boels Dolmans               | 14 pts                      |                             |
| 6.ª                         | Katarzyna Niewiadoma        | Canyon-SRAM Racing          | 14 pts                      |                             |
| 7.ª                         | Soraya Paladin              | Alé Cipollini               | 12 pts                      |                             |
| 8.ª                         | Lucinda Brand               | Sunweb                      | 12 pts                      |                             |
| 9.ª                         | Marianne Vos                | CCC-Liv                     | 10 pts                      |                             |
| 10.ª                        | Elisa Longo Borghini        | Trek-Segafredo              | 10 pts                      |                             |

### Clasificación de las jóvenes(Maglia Bianca)
| Clasificación del mejor joven | Clasificación del mejor joven | Clasificación del mejor joven      | Clasificación del mejor joven | Clasificación del mejor joven |
| Ciclista                      | Ciclista                      | Equipo                             | Tiempo                        |                               |
| ----------------------------- | ----------------------------- | ---------------------------------- | ----------------------------- | ----------------------------- |
| 1.ª                           | Juliette Labous               | Sunweb                             | 25 h 11 min 32 s              |                               |
| 2.ª                           | Paula Patiño                  | Movistar Team                      | + 7 min 50 s                  |                               |
| 3.ª                           | Évita Muzic                   | FDJ-Nouvelle Aquitaine-Futuroscope | + 10 min 36 s                 |                               |
| 4.ª                           | Katia Ragusa                  | Bepink                             | + 12 min 40 s                 |                               |
| 5.ª                           | Mikayla Harvey                | Bigla                              | + 16 min 19 s                 |                               |
| 6.ª                           | Nikola Nosková                | Bigla                              | + 20 min 31 s                 |                               |
| 7.ª                           | Elena Pirrone                 | Valcar Cylance                     | + 22 min 59 s                 |                               |
| 8.ª                           | Nina Buysman                  | Parkhotel Valkenburg               | + 27 min 13 s                 |                               |
| 9.ª                           | Marta Lach                    | CCC-Liv                            | + 35 min 42 s                 |                               |
| 10.ª                          | Nadia Quagliotto              | Alé Cipollini                      | + 41 min 46 s                 |                               |

### Clasificación por equipos
| Clasificación por equipos | Clasificación por equipos   | Clasificación por equipos | Clasificación por equipos |
| Equipo                    | Equipo                      | Tiempo                    |                           |
| ------------------------- | --------------------------- | ------------------------- | ------------------------- |
| 1.º                       | WNT-Rotor Pro Cycling       | 74 h 31 min 45 s          |                           |
| 2.º                       | Mitchelton-Scott            | + 21 s                    |                           |
| 3.º                       | Canyon-SRAM Racing          | + 12 min 52 s             |                           |
| 4.º                       | Bigla                       | + 13 min 12 s             |                           |
| 5.º                       | Sunweb Women                | + 14 min 42 s             |                           |
| 6.º                       | Boels Dolmans               | + 20 min 12 s             |                           |
| 7.º                       | CCC-Liv                     | + 23 min 07 s             |                           |
| 8.º                       | Parkhotel Valkenburg-Destil | + 23 min 54 s             |                           |
| 9.º                       | Trek-Segafredo              | + 34 min 27 s             |                           |
| 10.º                      | Movistar Team               | + 47 min 12 s             |                           |

## Evolución de las clasificaciones
| Etapa                   |                          | Ganador _            | Clasificación general | Puntos               | Montaña              | Jóvenes         | Equipo _              | Mejor nacional       |
| ----------------------- | ------------------------ | -------------------- | --------------------- | -------------------- | -------------------- | --------------- | --------------------- | -------------------- |
| 1.ª etapa               | contrarreloj por equipos | Canyon-SRAM Racing   | Katarzyna Niewiadoma  | no otorgado          | no otorgado          | Mikayla Harvey  | Canyon-SRAM Racing    | Elisa Longo Borghini |
| 2.ª etapa               | etapa escarpada          | Marianne Vos         | Katarzyna Niewiadoma  | Marianne Vos         | Sofie De Vuyst       | Juliette Labous | Canyon-SRAM Racing    | Elisa Longo Borghini |
| 3.ª etapa               | etapa escarpada          | Marianne Vos         | Katarzyna Niewiadoma  | Marianne Vos         | Marianne Vos         | Juliette Labous | Mitchelton-Scott      | Elisa Longo Borghini |
| 4.ª etapa               | etapa llana              | Letizia Borghesi     | Katarzyna Niewiadoma  | Marianne Vos         | Sofie De Vuyst       | Juliette Labous | Mitchelton-Scott      | Elisa Longo Borghini |
| 5.ª etapa               | etapa de montaña         | Annemiek van Vleuten | Annemiek van Vleuten  | Annemiek van Vleuten | Annemiek van Vleuten | Juliette Labous | WNT-Rotor Pro Cycling | Elisa Longo Borghini |
| 6.ª etapa               | contrarreloj individual  | Annemiek van Vleuten | Annemiek van Vleuten  | Annemiek van Vleuten | Annemiek van Vleuten | Juliette Labous | WNT-Rotor Pro Cycling | Elisa Longo Borghini |
| 7.ª etapa               | etapa escarpada          | Marianne Vos         | Annemiek van Vleuten  | Annemiek van Vleuten | Annemiek van Vleuten | Juliette Labous | WNT-Rotor Pro Cycling | Elisa Longo Borghini |
| 8.ª etapa               | etapa de montaña         | Elizabeth Banks      | Annemiek van Vleuten  | Annemiek van Vleuten | Annemiek van Vleuten | Juliette Labous | WNT-Rotor Pro Cycling | Elisa Longo Borghini |
| 9.ª etapa               | etapa de montaña         | Anna van der Breggen | Annemiek van Vleuten  | Annemiek van Vleuten | Annemiek van Vleuten | Juliette Labous | WNT-Rotor Pro Cycling | Elisa Longo Borghini |
| 10.ª etapa              | etapa escarpada          | Marianne Vos         | Annemiek van Vleuten  | Annemiek van Vleuten | Annemiek van Vleuten | Juliette Labous | WNT-Rotor Pro Cycling | Elisa Longo Borghini |
| Clasificaciones finales | Clasificaciones finales  |                      | Annemiek van Vleuten  | Annemiek van Vleuten | Annemiek van Vleuten | Juliette Labous | WNT-Rotor Pro Cycling | Elisa Longo Borghini |

Nota: Mejor nacional, hace alusión a la mejor ciclista italiana de la prueba

## Ciclistas participantes y posiciones finales
Convenciones:
- AB-N: Abandono en la etapa "N"
- FLT-N: Retiro por llegada fuera del límite de tiempo en la etapa "N"
- NTS-N: No tomó la salida para la etapa "N"
- DES-N: Descalificado o expulsado en la etapa "N"

## UCI WorldTour Femenino
El Giro de Italia Femenino otorgó puntos para el UCI WorldTour Femenino 2019 y el UCI World Ranking Femenino, incluyendo a todas las corredoras de los equipos en las categorías UCI Team Femenino. Las siguientes tablas muestran el baremo de puntuación y las 10 corredoras que obtuvieron más puntos:
| Posición              | 1.ª | 2.ª | 3.ª | 4.ª | 5.ª | 6.ª | 7.ª | 8.ª | 9.ª | 10.ª | 11.ª | 12.ª | 13.ª | 14.ª | 15.ª | 16.ª-30.ª | 31.ª-40.ª |
| Clasificación general | 200 | 150 | 125 | 100 | 85  | 70  | 60  | 50  | 40  | 35   | 30   | 25   | 20   | 15   | 10   | 5         | 3         |
| Por etapa             | 25  | 20  | 18  | 16  | 14  | 12  | 10  | 8   | 6   | 4    |      |      |      |      |      |           |           |
| Líder                 | 5   |     |     |     |     |     |     |     |     |      |      |      |      |      |      |           |           |

| Clasificación |                      |                    |         |       |       |       |
| Posición      | Ciclista             | Equipo             | General | Etapa | Líder | Total |
| ------------- | -------------------- | ------------------ | ------- | ----- | ----- | ----- |
| 1.ª           | Annemiek van Vleuten | Mitchelton-Scott   | 200     | 132   | 25    | 357   |
| 2.ª           | Anna van der Breggen | Boels-Dolmans      | 150     | 99    | -     | 249   |
| 3.ª           | Katarzyna Niewiadoma | Canyon SRAM Racing | 85      | 87    | 20    | 192   |
| 4.ª           | Amanda Spratt        | Mitchelton-Scott   | 125     | 54    | -     | 179   |
| 5.ª           | Ashleigh Moolman     | CCC-Liv            | 100     | 68    | -     | 168   |
| 6.ª           | Lucinda Brand        | Sunweb             | 70      | 86    | -     | 156   |
| 7.ª           | Soraya Paladin       | Alé Cipollini      | 40      | 98    | -     | 138   |
| 8.ª           | Marianne Vos         | CCC-Liv            | 5       | 120   | -     | 125   |
| 9.ª           | Elisa Longo Borghini | Trek-Segafredo     | 50      | 64    | -     | 114   |
| 10.ª          | Katie Hall           | Boels-Dolmans      | 60      | 24    | -     | 84    |